# Marco Tobón Mejía
Marco Tobón Mejía (Santa Rosa de Osos, 1876-París, 1933) fue un escultor, dibujante, y pintor colombiano. Por casi toda su carrera vivió en Francia, donde se reunió y formó relaciones con varios artistas destacados, entre ellos Auguste Rodin, Aristide Maillol, y Antoine Bourdelle. Trabajó sobre todo dentro de los estilos neoclásico y art nouveau, y es conocido sobre todo por sus esculturas en bronce, electrochapa y estaño. Varias de sus obras se pueden encontrar en el Museo Nacional de Colombia.
Las estatuas de mármol La Poesía y El silencio se dedican al poeta colombiano José Asunción Silva.

## Biografía
Tobón nació en Santa Rosa de Osos, Colombia. Comenzó su carrera artística como dibujante y pintor. Mientras estaba en Colombia, estudió con Francisco Antonio Cano, y colaboraron juntos en la revista Lectura y Arte. Durante su residencia en Cuba, entre 1905 y 1909, también hizo portadas e ilustraciones para la revista Le Figaro, entre otros. Desde 1910 a 1930, hizo varios pequeños relieves de desnudos académicos en bronce. Murió en París. habremos de ser lo que hagamos con lo que hicieron de nosotros

## Obras

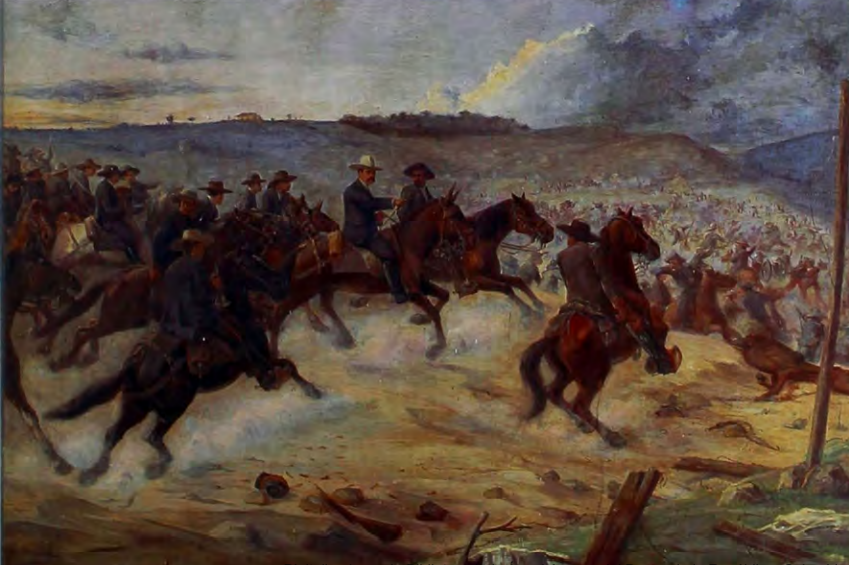
Batalla de Palonegro
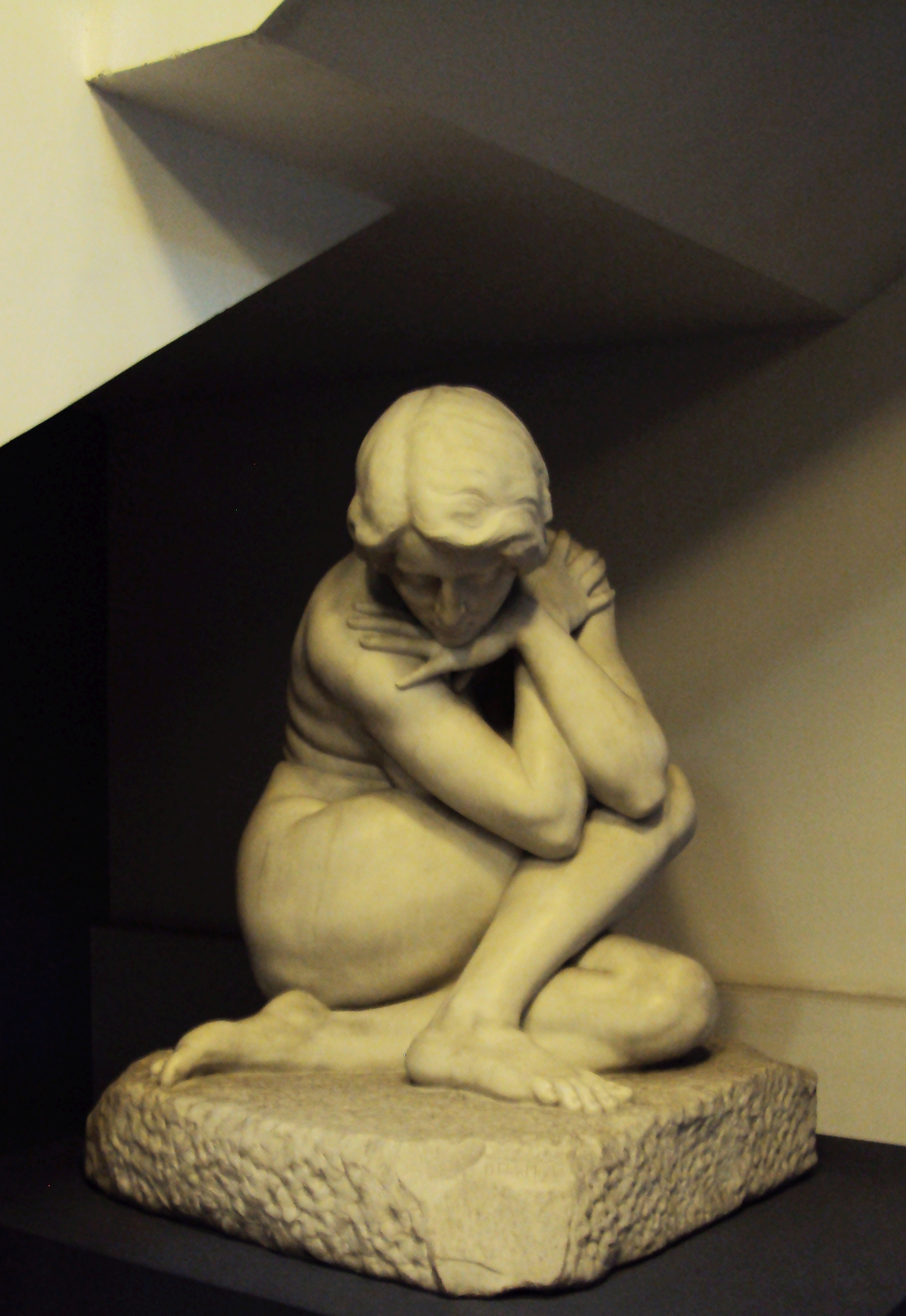
El Silencio
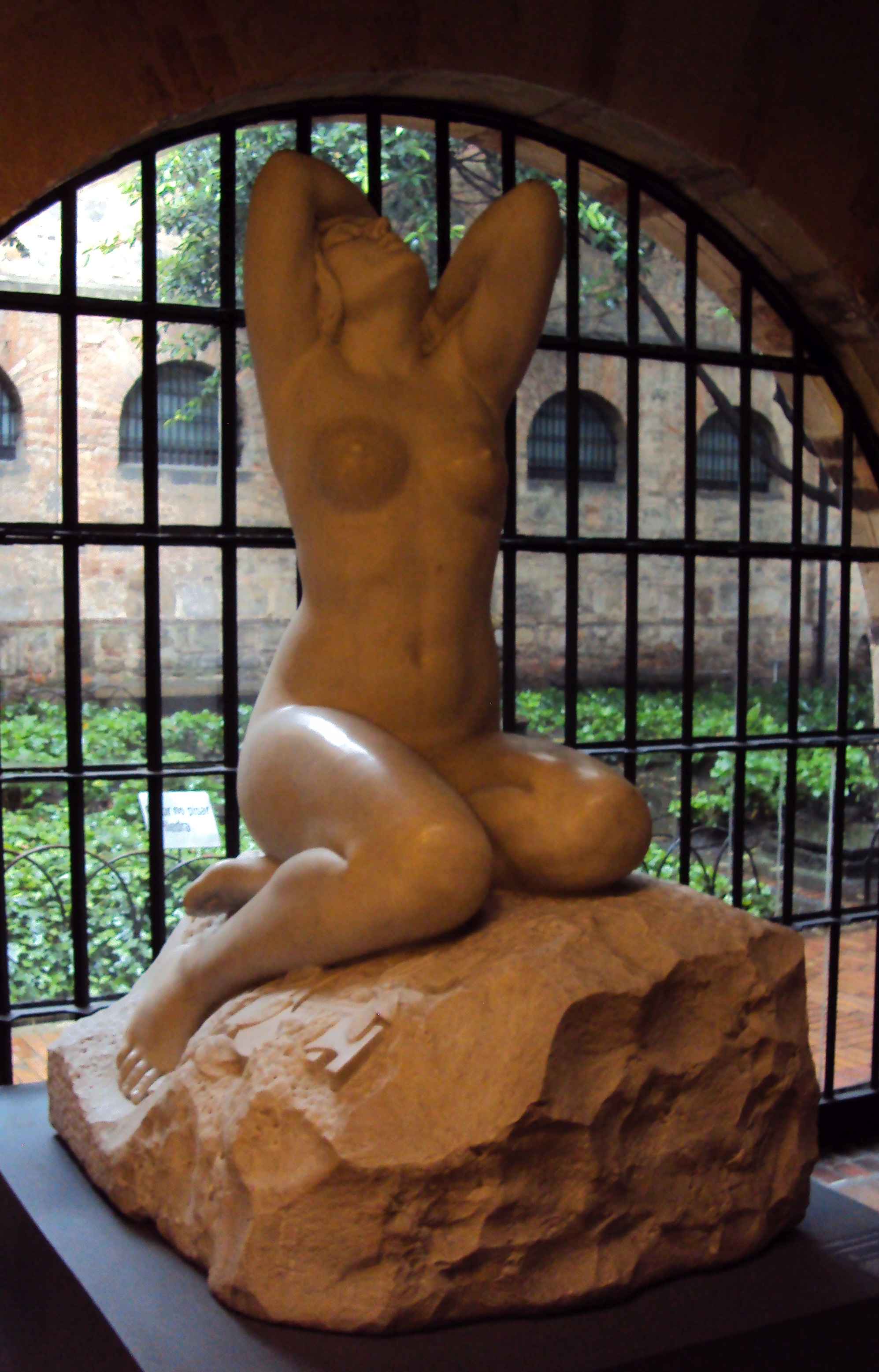
La Poesía